# Rezerwat przyrody Jamy (województwo kujawsko-pomorskie)
Rezerwat przyrody Jamy – leśny rezerwat przyrody w gminie Rogóźno, w powiecie grudziądzkim, w województwie kujawsko-pomorskim.
Został powołany Zarządzeniem Ministra Leśnictwa i Przemysłu Drzewnego z 23 listopada 1967 roku (M.P. z 1967 r. nr 67, poz. 328) pod nazwą „Buczyna w Jamach Grudziądzkich”, na powierzchni 12,13 ha, w celu zachowania ze względów naukowych i dydaktycznych fragmentu buczyny typu pomorskiego. Następnie, zarządzeniem z 13 czerwca 1985 roku (M.P. z 1985 r. nr 17, poz. 135) zmieniono nazwę rezerwatu na „Jamy” i zwiększono powierzchnię do 106,08 ha (obecnie podaje się 106,48 ha). Według tego zarządzenia celem ochrony jest zachowanie fragmentów buczyny pomorskiej oraz zbiorowisk grądowych. Rezerwat ma także niewielką otulinę o powierzchni 10,37 ha.
Obszar rezerwatu podlega ochronie czynnej.